# Güroymak (district)
Güroymak is een Turks district in de provincie Bitlis en telt 42.385 inwoners (2007). Het district heeft een oppervlakte van 524,8 km². Hoofdplaats is Güroymak.
De bevolkingsontwikkeling van het district is weergegeven in onderstaande tabel.
| 1997   | 2000   | 2007   |
| ------ | ------ | ------ |
| 34.544 | 48.118 | 42.385 |